# Pallacanestro Virtus Roma 1990-1991
Formazione della Pallacanestro Virtus Roma 1990-1991.
1990/91
| 6  | Italia (bandiera)      | Tiziano Lorenzon  |
| 7  | Italia (bandiera)      | Davide Croce      |
| 8  | Italia (bandiera)      | Tullio De Piccoli |
| 9  | Italia (bandiera)      | Roberto Premier   |
| 10 | Italia (bandiera)      | Donato Avenia     |
| 13 | Italia (bandiera)      | Andrea Niccolai   |
| 14 | Jugoslavia (bandiera)  | Dino Rađa         |
| 16 | Stati Uniti (bandiera) | Michael Cooper    |
| 19 | Italia (bandiera)      | Stefano Attruia   |
| 20 | Italia (bandiera)      | Maurizio Ragazzi  |
|    | Stati Uniti (bandiera) | Kurt Nimphius     |

- Allenatore: Valerio Bianchini
- Presidente: Carlo Sama